# Tavo Zambrano
Jose Zambrano (Tamaulipas, 23 de mayo de 1985) es un empresario mexicano,cofundador y CEO de Skydropx así como cofundador y CEO de TasteSpace Inc.
En 2014, Tavo vendió su primera empresa, SeMeAntoja.com a Delivery Hero y PedidosYa. Esto dio inicio al que sería el proyecto relacionado con el desarrollo de la plataforma Skydropx, enfocada en envíos locales y nacionales en México, que también cuenta con operaciones en Colombia y Chile.

## Vida personal
Tavo nació en (Tampico, Tamaulipas). Estudió Ingeniería Industrial en el Instituto Tecnológico del 2010 al 2014 y de estudios superiores de Monterrey, también conocido como el Tecnológico de Monterrey. 

## SeMeantoja.com
SeMeAntoja.com surgió en el 2010 como una solución que permitía, tanto a los restaurantes como a los comensales de los mismos, conectarse en la red social y registrar o hacer pedidos en línea sin cargo extra. Zambrano puso en marcha esta idea de negocio con ayuda de su hermana Olga Zambrano, quien luego fundó CuidaMiMascota.com. Se fusionaron con SinImanes.com.ar para más tarde pasar a venderla a Pedidos Ya y Delivery Hero en mayo de 2014.
SeMeantoja.com fue acelerada en 500 Startups Mountain View, fue batch 6, de las primeras tres empresas en LATAM a recibir fondos de 500 Startups, EE. UU. 

## Skydropx
Posterior a la venta de su primera empresa, Tavo se enfocó en el desarrollo de la plataforma Skydropx que tiene por objetivo hacer que los negocios se despreocuparan por su logística. De esta manera, busca conectar a todas aquellas Pymes, con paqueterías nacionales, así como ofrecerles precios competitivos. En el año 2016, Skydropx comenzó a trabajar con compañías grandes como Amazon, Walmart, Claro Shop, H-E-B y Soriana.
Actualmente, la empresa mexicana ha formado parte de programas de aceleración como Y Combinator (S18) y 500 Startups. Además, ha levantado más de 20 millones de dólares en una ronda de inversión de Serie A liderada por 645 Ventures y Base10 Partners. Junto a esto, la solución logística ha podido expandirse a países como Colombia y Chile.